# Adolf Baum (Heer)
Adolf Baum (Heer) (19 de março de 1914 - 15 de setembro de 2003) foi um oficial alemão que serviu durante a Segunda Guerra Mundial. Foi condecorado com a Cruz de Cavaleiro da Cruz de Ferro.

## Condecorações
| Cruz de Ferro 2ª Classe                                |
| Cruz de Ferro 1ª Classe                                |
| Cruz de Cavaleiro da Cruz de Ferro 26 de março de 1944 |